# Jaysuma Saidy Ndure
Jaysuma Saidy Ndure (ur. 1 stycznia 1984 w Bakau) – gambijski lekkoatleta, sprinter, od 6 grudnia 2006 reprezentujący Norwegię.
28 czerwca 2007 kontrola antydopingowa przeprowadzona po mityngu w Lucernie wykazała u zawodnika obecność konopi indyjskich, co stanowi naruszenie przepisów antydopingowych. Anulowano rezultaty uzyskane przez Ndure w tych zawodach oraz udzielono mu publicznego upomnienia.

## Osiągnięcia
- brązowy medal Mistrzostw Afryki (Bieg na 100 m, Brazzaville 2004)
- 2. miejsce podczas Światowego Finału IAAF (Bieg na 100 m, Stuttgart 2007)
- 1. miejsce na Światowym Finale IAAF (Bieg na 200 m, Stuttgart 2007)
- był reprezentantem Europy w biegu na 200 metrów podczas pucharu interkontynentalnego w Splicie jednak nie ukończył rywalizacji
- brąz mistrzostw Europy (Bieg na 100 m, Helsinki 2012)
- 4. miejsce na halowych mistrzostwach Europy (Bieg na 60 m, Göteborg 2013)
- 8. miejsce na mistrzostwach świata (Bieg na 200 m, Moskwa 2013)
- 6. miejsce na mistrzostwach Europy (Bieg na 100 m, Zurych 2014)

Czterokrotnie startował w Igrzyskach olimpijskich (Ateny 2004, Pekin 2008, Londyn 2012 & Rio de Janeiro 2016). W Atenach oraz w Pekinie odpadał w biegach ćwierćfinałowych zarówno na 100 jak i 200 metrów, w Londynie wystartował tylko w biegu na 100 metrów (również odpadł w ćwierćfinale), a w Rio de Janeiro tylko w biegu na 200 metrów (odpadając w eliminacjach).

## Rekordy życiowe
- Bieg na 100 metrów – 9,95 (2014) rekord Norwegii / 9,92w (2014)
- Bieg na 200 metrów – 19,89 (2007) rekord Norwegii
- Bieg na 60 metrów (hala) – 6,55 (2008) rekord Norwegii
- bieg na 100 metrów (hala) – 10,19 (2014) rekord Norwegii

Saidy Ndure jest także aktualnym rekordzistą Gambii w biegu na  200 metrów na stadionie (20,47 s) oraz w biegu na 60 metrów w hali (6,71 s).

## Najlepsze rezultaty według sezonów

### 100m
| Sezon | Rezultat | Miejsce   | Data       |
| ----- | -------- | --------- | ---------- |
| 2012  | 10,13    | Helsinki  | 27/06/2012 |
| 2011  | 9,99     | Lozanna   | 30/06/2011 |
| 2010  | 10,00    | Rieti     | 29/08/2010 |
| 2009  | 10,10    | Ateny     | 13/07/2009 |
| 2008  | 10,01    | Doha      | 09/05/2008 |
| 2007  | 10,06    | Stuttgart | 22/09/2007 |
| 2006  | 10,27    | Göteborg  | 08/07/2006 |
| 2005  | 10,31    | Warszawa  | 12/06/2005 |
| 2004  | 10,26    | Ateny     | 21/08/2004 |
| 2003  | 10,52    | Göteborg  | 05/07/2003 |

### 200m
| Sezon | Rezultat | Miejsce     | Data       |
| ----- | -------- | ----------- | ---------- |
| 2012  | 20,34    | Doha        | 11/05/2012 |
| 2011  | 19,95    | Taegu       | 03/09/2011 |
| 2010  | 20,29    | Zurych      | 19/08/2010 |
| 2009  | 20,55    | Londyn      | 25/07/2009 |
| 2008  | 20,45    | Pekin       | 18/08/2008 |
| 2007  | 19,89    | Stuttgart   | 23/09/2007 |
| 2006  | 20,47    | Stuttgart   | 10/09/2006 |
| 2005  | 20,51    | Malmö       | 16/08/2005 |
| 2004  | 20,69    | Szombathely | 30/05/2004 |
| 2003  | 21,18    | Göteborg    | 06/07/2003 |
| 2002  | 21,20    | Manchester  | 28/07/2002 |
| 2001  | 21,27    | Lagos       | 30/06/2001 |